# Engraulicypris sardella
Engraulicypris sardella é uma espécie de peixe actinopterígeo da família Cyprinidae. Pode ser encontrada nos seguintes países: Malawi, Moçambique e Tanzânia. Seus habitats naturais são rios e lagos de água doce.